# アマーリエ・フォン・ヘッセン＝ホンブルク
アマーリエ・フォン・ヘッセン＝ホンブルク（ドイツ語: Amalie von Hessen-Homburg, 1774年6月29日 - 1846年2月3日）は、ドイツのヘッセン＝ホンブルク家の公女で、アンハルト＝デッサウ公世子フリードリヒの妻。

## 生涯
ヘッセン＝ホンブルク方伯フリードリヒ5世とその妻でヘッセン＝ダルムシュタット方伯ルートヴィヒ9世の娘であるカロリーネの間の第5子、三女として生まれた。1792年6月12日、ホンブルクでアンハルト＝デッサウ公世子フリードリヒと結婚。アマーリエは自分の子供たちの育児・教育を徹底的に自分自身で行った。1797年2月6日、営林長官ハインリヒ・オットー・フォン・ゲルシェン（Heinrich Otto von Görschen）よりプリオーラウの荘園を購入した。
ホンブルク宮廷に仕えていた詩人フリードリヒ・ヘルダーリンは1800年頃、「静けさに包まれた家から出て　デッサウ侯妃にあてて（Aus stillem Hauße senden – An eine Fürstin von Dessau）」という詩をアマーリエに献呈している。

## 子女
夫との間に7人の子をもうけた。
- アウグステ（1793年 - 1854年） - 1816年、シュヴァルツブルク＝ルードルシュタット侯フリードリヒ・ギュンターと結婚
- レオポルト4世・フリードリヒ（1794年 - 1871年） - アンハルト＝デッサウ公、のちアンハルト公
- ゲオルク（1796年 - 1865年）
- パウル（1797年）
- ルイーゼ（1798年 - 1858年） - 1818年、叔父のヘッセン＝ホンブルク方伯グスタフと結婚
- フリードリヒ・アウグスト（1799年 - 1864年）
- ヴィルヘルム（1807年 - 1864年）